# İscehisar
İscehisar là một huyện thuộc tỉnh Afyonkarahisar, Thổ Nhĩ Kỳ. Huyện có diện tích 500 km² và dân số thời điểm năm 2007 là 24114 người, mật độ 48 người/km².